# Tepoto do Sul
Tepoto do Sul (também chamado de Ti Poto) é um dos três atóis das ilhas de Raevski, do arquipélago de Tuamotu, na Polinésia Francesa. A superfície total é de 1,8 km²;. O atol é desabitado.

## História
Chama-se Tepoto do Sul para diferenciar-se do atol Tepoto do Norte, também localizado no arquipélago de Tuamotu nas ilhas da Decepção. Foi descoberto, em 1768, por Louis Antoine de Bougainville. Em 1820, Bellingshausen chama-o de  Raevski, nome que mais tarde fora estendido ao grupo de três atóis muito próximos.
Há uma lenda que conta que o ouro roubado a uma igreja do Peru foi enterrado neste atol.

## Administração
Administrativamente depende de Katiu comuna associada à comuna de Makemo, situado a 44 km a sudeste da última.